# Vladimir Loroña
Vladimir Eduardo Loroña Aguilar (Caborca, 16 novembre 1998) è un calciatore messicano, difensore del Santos Laguna in prestito dal Tigres UANL.

## Carriera

### Club
Ha giocato nella massima serie messicana.

### Nazionale
Ha vinto una medaglia di bronzo ai Giochi Olimpici di Tokyo.

## Palmarès

### Club

#### Competizioni nazionali
- Campionato messicano: 1

Tigres UANL: Clausura 2023

#### Competizioni internazionali
- Campeones Cup: 1

Tigres UANL: 2023

### Nazionale
- Bronzo olimpico: 1

Tokyo 2020